# Vlag van Lleida
De vlag van de Spaanse provincie Lleida bestaat uit negen horizontale banen, vijf gele en vier rode, en in het midden, een blauwe ruit met een groene tak met drie witte fleurs-de-lis aan elk uiteinde, omlijnd in zwart zonder de randen te bereiken. Dit is de huidige vlag van de Provinciale Deputatie van Lleida, ter vervanging van de oude vlag, een schild op een donkergroen veld. De oude vlag bestaat uit een donkergroen veld met in het midden het oude provinciale wapen waarvan het wapen officieel was tot 2002.
|  |  |